# Tea Lanchava
Tea Lanchava (Koetaisi (Georgië), 11 september 1974) is een Nederlandse FIDE grootmeester schaken bij de dames (WGM) en Internationaal Meester (IM). In juli 2012 werd ze Nederlands kampioen bij de dames, ze eindigde boven Zhaoqin Peng en Anne Haast. In juni 2018 werd Lanchava door de KNSB benoemd tot lid van verdienste.

## Toernooiresultaten
- In 1990 speelde ze mee met het Eerste Open Vrouwenschaakkampioenschap te Nunspeet, georganiseerd door de vrouwenschaakvereniging Chesspot.
- In 1996 won zij de A-groep van het Open Drents Rapidtoernooi.[3]
- In 2002 bij het Essent toernooi eindigde Lanchava op de tweede plaats na Peng. Lanchava speelde ook mee in de 35e Schaakolympiade te Bled met Zhaoqin Peng, Petra Schuurman en Désiree Hamelink. Nederland eindigde op de 20e plaats. De Schaakolympiade 2004 is in Calvia verspeeld. Hier speelde Lanchava ook in mee. Deze werd gewonnen door China, Nederland eindigde op de twaalfde plaats.
- In de herfst van 2004 behaalde Tea haar derde meesternorm tijdens het Monarch Assurance toernooi dat op het eiland Man verspeeld werd. In maart 2005 werd ze tot internationaal meester benoemd, de tweede achter Zhaoqin Peng, met wie ze samenspeelde bij schaakclub En Passant in Bunschoten.
- In januari 2005 speelde ze in groep C van het Corustoernooi en behaalde 4 pt. uit 10.[4]
- In april 2005 speelde ze mee in het toernooi om het open kampioenschap van Dubai dat door de Chinees Wang Hao met 7 uit 9 gewonnen werd. Er waren 150 deelnemers en Lanchava eindigde met 4 punten op de 98e plaats
- Van 30 juli t/m 7 augustus 2005 speelde Lanchava mee in het vrouwentoernooi van het Europees schaakkampioenschap voor landenteams dat in Göteborg verspeeld werd. Polen werd kampioen en Nederland eindigde op de tiende plaats.
- In 2006 werd ze tweede op de Europese kampioenschappen schaken 2006.
- In 2008 eindigde Lanchava met 5.5 pt. uit 9 op een derde plaats bij het NK schaken voor dames.
- In 2012 werd ze Nederlands kampioen bij de vrouwen. Daarmee kwam een einde aan een lange reeks kampioenschappen van Zhaoqin Peng.
- In 2017 eindigde ze op het NK op een gedeelde eerste plek, maar verloor de barrage van Anne Haast.
- Ook in 2017 werd ze tweede bij het Nederlands kampioenschap rapid voor vrouwen in Amstelveen. Kampioen werd Anne Haast.
- Lanchava kwam tot nu toe 9 keer voor Nederland uit bij Olympiades en ook 9 keer bij het EK landen. In 2014 was ze een van de oprichtsters van de Stichting ChessQueens.

## Nieuwe carrière
Na een lange carrière als schaakster besloot ze de overstap te maken naar de financiële wereld. Ze volgde twee opleidingen en heeft enkele jaren gewerkt in financiële functies. Sinds 2012 heeft ze een eigen bedrijf, dat West-Europese bedrijven adviseert die willen investeren in voormalige Sovjetrepublieken. Lanchava maakt daarbij gebruik van haar netwerk binnen de schaakwereld. Daarnaast blijft ze schaken en deelnemen aan NK's en Olympiades.